# Hohenkirchen (Georgenthal)
Hohenkirchen è una frazione del comune tedesco di Georgenthal.

## Storia
Il 31 dicembre 2019 il comune di Hohenkirchen venne aggregato al comune di Georgenthal.